# اجريفية
اجريفية هي جماعة قروية في إقليم بوجدور بجهة العيون الساقية الحمراء، وهي تضم 950 نسمة، حسب الإحصاء العام للسكان والسكنى لسنة 2014.

## الفلاحة والصيد البحري

### الفلاحة
مشروع الإعداد الهيدروفلاحي، الواقع في الجماعة القروية اجريفية، إنطلقت المرحلة الأولى منه في سنة 2023، والتي تهم سقي 250 هكتارا موزعة على 26 مشروعا للشراكة بين القطاعين العام والخاص حول الأراضي الفلاحية التابعة للملك الخاص للدولة، لفائدة الشباب والمستثمرين بجهة العيون الساقية الحمراء.
سيساعد هذا المشروع على تحسين القطاع الفلاحي بالمنطقة، بهدف تحقيق إنتاج سنوي قدره 1750 طن من الحليب، و90 طن من اللحوم الحمراء، و7000 طن من المحاصيل العلفية، و13.000 طن من الطماطم. وشملت التهيئة الهيدرو-فلاحية حفر عدة آبار، وبناء أحواض لتخزين المياه، وبناء وتجهيز وحدة لمعالجة مياه الري، وبناء محطات للضخ والتصفية والتسميد، بالإضافة إلى تجهيز الضيعات بنظام الري الموضعي.
هذا المشروع موجه للمستثمرين الجهويين والمحليين يطمح إلى بلوغ 10.000 هكتار مستقبلا، ويندرج في إطار النموذج التنموي الجديد للأقاليم الجنوبية، وفي إطار تنفيذ الاستراتيجية التنموية الجديدة للقطاع الفلاحي “الجيل الأخضر 2020-2030”، كما أن هذا المشروع الهيدرو- فلاحي يعتمد على استخدام تقنية الري بالتنقيط بطريقة حديثة، وسيتم قريبا تركيب الألواح الكهرو-ضوئية لضمان استدامة المشروع وخفض تكلفة الماء لفائدة المنتجين، كما سيتم إنجاز مشروع لتحلية مياه البحر على مستوى جماعة الجريفية.

### الصيد البحري
تقع قرية الصيد افتيسات داخل نفوذ جماعة اجريفية وتضم العديد من قوارب الصيد التقليدي.